# Katerina Marku
Katerina (Ekaterini) Marku, gr. Κατερίνα (Αικατερίνη) Μάρκου (ur. 21 stycznia 1977 w miejscowości Periwolaki w gminie Langadas) – grecka polityk, posłanka do Parlamentu Hellenów.

## Życiorys
Absolwentka europejskiej historii i kultury na Helleńskim Uniwersytecie Otwartym. Magisterium z historii i nauk politycznych uzyskała na Uniwersytecie Panteion w Atenach. Pracę zawodową podjęła w trakcie studiów, związana głównie z branżą reklamową, specjalizując się w marketingu produktów farmaceutycznych.
Zaangażowała się w działalność polityczną w ramach Demokratycznej Lewicy. W wyborach z maja 2012 i czerwca 2012 w okręgu Saloniki B uzyskiwała z ramienia tej partii mandat posłanki do Parlamentu Hellenów. Wkrótce została deputowaną niezależną, po czym dołączyła do ugrupowania Rzeka. W kolejnych wyborach w styczniu 2015 i wrześniu 2015 z powodzeniem ubiegała się o reelekcję. W 2016 opuściła dotychczasową formację, a w 2018 przystąpiła do Nowej Demokracji.